# Министерство внутренних дел Индии
Министерство внутренних дел Индии несет ответственность за поддержание внутренней безопасности и внутренней политики. Министерство внутренних дел предоставляет рабочую силу и финансовую поддержку, руководство и специалистов для правительств штатов для обеспечения безопасности, мира и гармонии, без попрания конституционных прав в штатах.
С 30 мая 2019 года министром внутренних дел является Амит Шах.

## Департаменты
- Департамент по содействию управлению границами
- Департамент внутренней безопасности (полиция)
- Департамент по делам штатов Джамму и Кашмир
- Внутренний департамент — работа по уведомлению о вступлении в должность президента и вице-президента, уведомлению о назначении премьер-министра и других министров, и т. д.
- Департамент официальных языков
- Департамент штатов